# C/2008 H6 (SOHO)
C/2008 H6 (SOHO) – kometa jednopojawieniowa odkryta na zdjęciach SOHO przez Eryka Banacha. Została odkryta 27 kwietnia 2008 roku. Należy do grupy komet Kreutza.